# 크렘슈니테
크렘슈니테(독일어: Cremeschnitte)는 중앙유럽과 동유럽의 페이스트리이다. 슈 크림과 샹티이 크림이 들어 있다.

## 이름
- 루마니아: 크렘슈니트(루마니아어: cremșnit), 크렘피타(루마니아어: crempita)
- 몬테네그로: 크렘피타(몬테네그로어: krempita)
- 보스니아 헤르체고비나: 크렘피타(보스니아어·세르비아어·크로아티아어: krempita)
- 세르비아: 크렘피타(세르비아어: кремпита), 크렘슈니타(세르비아어: кремшнита)
- 슬로바키아: 크레메시(슬로바키아어: krémeš)
- 슬로베니아: 크렘나 레지나(슬로베니아어: kremna rezina), 크렘슈니타(슬로베니아어: kremšnita)
- 오스트리아: 크렘슈니테(독일어: Cremeschnitte)
- 우크라이나: 크렘슈니타(우크라이나어: кремшніта)
- 체코: 크레메시(체코어: krémeš)
- 크로아티아: 크렘슈니타(크로아티아어: kremšnita)
- 폴란드: 크레무프카(폴란드어: kremówka), 나폴레온카(폴란드어: Napoleonka)
- 헝가리: 크레메시(헝가리어: krémes)

## 만들기
퍼프 페이스트리 사이에 슈 크림과 샹티이 크림을 넣고 네모낳게 썰어 만든다. 위에는 설탕 가루를 뿌린다.

## 같이 보기
- 나폴레옹
- 밀푀유